# Shen (Familienname)
Shen ist ein chinesischer Familienname.

## Namensträger
- Shen Baozhen (1820–1879), chinesischer Beamter
- Shen Buhai (um 385 v. Chr.–337 v. Chr.), chinesischer Philosoph
- Shen Congwen (1902–1988), chinesischer Schriftsteller
- Shen Dao, chinesischer Philosoph
- Freda Foh Shen (* 1948), US-amerikanische Schauspielerin
- Guobin Shen (1984–2024), chinesisch-deutscher Architekt
- Shen Guoqin (* 1961), chinesische Eisschnellläuferin
- Shen Jialei (* 1996), chinesisch-kanadischer Eishockeyspieler, siehe Alex Riche
- Shen Jianping (* 1961), chinesische Tischtennisspielerin
- Shen Jiarui (Shen Chia-jui, 沈嘉瑞; 1902–1975), chinesischer Zoologe
- Shen Jiawei (* 1948), chinesisch-australischer Maler
- Shen Jiji (沈既濟, um 800), chinesischer Schriftsteller
- Shen Jingdong (* 1965), chinesischer Künstler
- Joseph Shen Bin (* 1970), chinesischer Geistlicher, Bischof von Shanghai
- Josiane Shen, luxemburgische Moderatorin
- Shen Jun (Bogenschütze) (* 1972), chinesischer Bogenschütze
- Shen Jun (Judoka) (* 1977), chinesische Judoka
- Shen Jun (Fußballspieler) (* 1986), chinesischer Fußballspieler
- Shen Junru (1875–1963), chinesischer Politiker
- Shen Kuo (Shen Gua, 1031–1095), chinesischer Beamter und Wissenschaftler
- Shen Li-chien (* 1952), taiwanischer Biathlet und Skilangläufer
- Shen Lijuan (* 1958), chinesische Kugelstoßerin
- Shen Menglu (* 2002), chinesische Fußballspielerin
- Shen Mengyu (* 2001), chinesische Fußballspielerin
- Shen Muhan (* 1997), chinesische Leichtathletin
- Parry Shen (* 1974), US-amerikanischer Schauspieler, Synchronsprecher, Filmproduzent und Drehbuchautor
- Shen Quan (1682–1762), chinesischer Maler
- Shen Rong (谌容, 1935–2024), chinesische Schriftstellerin
- Shen Shih-Chieh (沈世傑,  Shěn Shìjiè, 1928–2003), taiwanischer Fischkundler
- Shen Shu (Autor) 沈淑 (1702–1730)
- Shen Shu (Song-Dynastie) 沈淑, chinesischer Literat zur Zeit der Song-Dynastie
- Simon Shen (* 1976), taiwanischer Tennisspieler
- Shen Weijing († 1597), chinesischer Gesandter
- Shen Weiwei (* 1980), chinesische Fechterin
- Shen Weixiao (* 1975), chinesischer Mathematiker
- Shen Xiaoming (* 1963), chinesischer Politiker, Gouverneur von Hainan
- Shen Xiling (1904–1940), chinesischer Filmregisseur und Drehbuchautor
- Shen Xue (* 1978), chinesische Eiskunstläuferin
- Shen Yaying (* 1994), chinesische Badmintonspielerin
- Shen Yanfei (* 1979), spanische Tischtennisspielerin
- Shen Yang (* 1989), chinesische Schachspielerin
- Shen Ye (* 1987), chinesischer Badmintonspieler
- Shen Yen-chin (* 1990), taiwanesischer Eishockeyspieler
- Shen Yen-lin (* 1991), taiwanesischer Eishockeyspieler
- Shen Yinhao (* 1986), chinesischer Schiedsrichter
- Shen Yiqin (* 1959), chinesische Politikerin
- Shen Yu, chinesischer Gelehrter
- Shen Yue (441–513), chinesischer Politiker, Dichter und Historiker
- Shen Yue (Schauspielerin) (* 1997), chinesische Schauspielerin, Model und Sängerin
- Yuen-Ron Shen (* 1935), US-amerikanischer Physiker
- Shen Yun-ting (* 2001), taiwanische Handball- und Beachhandballspielerin
- Shen Yunbao (* 1976), chinesischer Leichtathlet
- Zhi-Xun Shen (* 1962), chinesisch-US-amerikanischer Physiker
- Shen Zhiqiang (* 1965), chinesischer Astrophysiker und Kommunalpolitiker